# Scotty Leavenworth
Scott Alexander 'Scotty' Leavenworth (Riverside (Californië), 21 mei 1990) is een Amerikaans acteur en voormalig jeugdacteur.

## Carrière
Leavenworth begon op vierjarige leeftijd met acteren in tv-commercials. Hij begon in 1997 als jeugdacteur met acteren voor televisie in de televisieserie Meego.  Hierna heeft hij nog in meerdere televisieseries en films gespeeld zoals Babe: Pig in the City (1998), The Green Mile (1999), Erin Brockovich (2000) en 7th Heaven (2002-2006).

## Filmografie

### Films
- 2010 Slow Moe – als Marvin Mobley
- 2001 The Majestic – als Joey
- 2001 Life as a House – als Ryan Kimball
- 2001 Donnie Darko – als David
- 2000 Erin Brockovich – als Matthew Brockovich
- 1999 The Green Mile – als zoon van Hammersmith
- 1999 Come On, Get Happy: the Partridge Family Story – als Brian Foster / Chris Patridge
- 1999 The Soul Collector – als Danny
- 1999 Baby Geniuses – als Basil (stem)
- 1998 Babe: Pig in the City – als stem
- 1998 Simon Birch – als Junior Lamb

### Televisieseries
Uitgezonderd eenmalige gastrollen.
- 2002-2006 7th Heaven – als Peter Petrowski – 34 afl.
- 2001-2002 Philly – als Patrick Cavanaugh – 22 afl.
- 1996 The Young and the Restless – als William Abbott – 2 afl.